# Кишело
Кишело (порт. Quixelô) — муниципалитет в Бразилии, входит в штат Сеара. Составная часть мезорегиона Юго-центральная часть штата Сеара. Входит в экономико-статистический микрорегион Игуату. Население составляет 15 535 человек на 2006 год. Занимает площадь 559,760 км². Плотность населения — 27,8 чел./км².

## Статистика
- Валовой внутренний продукт на 2003 составляет 35 832 120,00 реалов (данные: Бразильский институт географии и статистики).
- Валовой внутренний продукт на душу населения на 2003 составляет 2302,39 реала (данные: Бразильский институт географии и статистики).
- Индекс развития человеческого потенциала на 2000 составляет 0,592 (данные: Программа развития ООН).